# Stefan Persson (ishockeyspelare född 1962)
Stefan Persson, född 17 april 1962, är en svensk ishockeyspelare. Persson, som spelade för Färjestads BK under 1980-talet, var center och vann två SM-guld med klubben 1986 och 1988 samt silver 1983 och 1987.